# تشارلز غوردون (لاعب كرة قدم أمريكية)
تشارلز غوردون (بالإنجليزية: Charles Gordon)‏ هو لاعب كرة قدم أمريكية أمريكي، ولد في 18 يوليو 1984 في لوس أنجلوس في الولايات المتحدة.

## وصلات خارجية
- تشارلز غوردون على موقع مرجع كرة القدم المحترفة.كوم (الإنجليزية)